# Debut Box Set - The CD Singles Collection from Debut
Debut Box Set - The CD Singles Collection from Debut, como su nombre lo indica en inglés, se trata de una caja de CD de la colección de singles del álbum Debut lanzado en 1993 por la cantante y compositora islandesa Björk. Esta caja salió al mercado en septiembre de 1994 a través de One Llittle Indian y está integrada por 7 discos compactos.

## Lista de canciones
CD 1: Human Behaviour
1. Human Behaviour (4:12) (org)
2. Human Behaviour (6:22) Close to Human Mix
3. Human Behaviour (12:00) Underworld Mix
4. Human Behaviour (6:58) Dom T. Mix
5. Human Behaviour (6:33) Bassheads Edit

CD 2: Venus as a Boy
1. Venus as a Boy (4:07) Edit
2. Venus as a Boy (4:50) Mykaell Riley Mix
3. There's More to Life than This (3:48) (Non Toilet)
4. Violently Happy (5:16) Domestic Mix

CD 3: Big Time Sensuality
1. Big Time Sensuality (3:51)
2. Síðasta Ég (2:55) con Guðlaugur Kristinn Óttarsson de The Elgar Sisters
3. Glóra (1:41) The Elgar Sisters
4. Come to Me (5:02) Black Dog mix

CD 4: Big Time Sensuality 
1. Big Time Sensuality (4:09) The Fluke Minimix
2. Big Time Sensuality (6:09) Dom T. Big Time Club Mix
3. Big Time Sensuality (7:21) Justin Robertson Lionrock Wigout Vox
4. Big Time Sensuality (3:34) Morales Def Radio Mix
5. Big Time Sensuality (5:51) The Fluke Magimix - 125 BPM
6. Big Time Sensuality (7:03) Justin Robertson Pranksters Joyride
7. Big Time Sensuality (5:43) The Fluke Moulimix - 117 BPM

CD 5: Violently Happy

1. Violently Happy (3:35) 7" Edit
2. The Anchor Song (3:20) Acústico*
3. Come to Me (5:10) Acústico*
4. Human Behaviour (3:00) Acústico*

NOTA: grabado el 13 de octubre de 1993 para “Planeta Rock”, Televisión Española.
CD 6: Violently Happy
1. Violently Happy (4:33) Fluke (Even Tempered)
2. Violently Happy (6:08) Massey Mix (Long)
3. Violently Happy (6:03) Masters at Work 12
4. Violently Happy (4:52) 12" vocal (Nellee Hooper)
5. Violently Happy (5:45) Fluke (Well Tempered)
6. Violently Happy (7:30) Massey (Other Mix)
7. Violently Happy (4:39) Vox Dub

CD 7: The Best Mixes from the Album Debut for all the People Who don't Buy White-Labels
1. Human Behaviour (12:06) The Underworld Mix 110 Bpm
2. One Day (5:10) Endorphin Mix 52.5 Bpm
3. Come to Me (5:03) Black Dog Mix
4. Come to Me (4:48) Sabres of Paradise
5. The Anchor Song (4:51) Black Dog Mix
6. One Day (9:44) Springs Eternal Mix 105 Bpm